# Вільна Франція
«Вільна Франція» та її Сили Вільної Франції (фр. France Libre et les Forces françaises libres) — офіційна назва (до липня 1942) руху та уряду у вигнанні, сформованого під час Другої світової війни, що мав за мету боротьбу за звільнення Франції від німецької окупації та режиму Віші.
У липні 1942 року організація змінила назву на «Франція, що бореться» (фр. «La France combattante»).
Організатором та керівником руху виступав генерал Шарль де Голль. Координаційний центр руху розташовувався в Лондоні.

## Виникнення руху
17 червня 1940 р.  генерал  Шарль де Голль  перелетів  літаком  з  Франції до  Великої Британії  після  того,  як  ввечері  16 червня  прем'єр-міністром  країни  став  Філіпп Петен - прихильник  капітуляції  перед  нацистською  Німеччиною.  Де Голль був прихильником спротиву державам Осі та  вважав, що  небажання  боротись з  ними  - це просто  зрада Франції.  18 червня 1940 з дозволу  Черчіля  де Голль  виступив  по  британському  радіо  і  закликав  французів  продовжувати  війну  з  Німеччиною  у  спілці з  Великою Британією.  Проте  серед  більшості  французького народу  на  той  час  панували  занепадницькі  настрої, французи  не  бажали  проливати кров.  21 червня 1940  Петен  підписав  акт  капітуляції  Франції перед  Німеччиною, який  набрав чинності  25 червня. Країнам Осі вдалося  виключити з  боротьби  такого  великого  противника  як Франція  за ціну  досить  малої  крові.  Бо за кількісним  та  якісним  складом  французькі  збройні  сили  нічим  не  поступались  німецьким.  Німеччина  скористалась  французьким  озброєнням,  промисловістю  та  сільським  господарством, щоб  продовжувати  і  розширювати  війну  ще  більше.  Фактично  Велика Британія  продовжувала  опір нацистської Німеччині  наодинці. Тому  такий  лідер,  як  Шарль де Голль
був їй  дуже  потрібний.  У  липні 1940 р.  на  бік  де Голля  перешли  перші  французькі  колонії: Французька Індія та  Нові Гебриди. Це, мабуть, пояснювалось  їх близькістю  з володіннями Британії.  В результаті  активної  підтримки  британського  уряду  7 серпня 1940  де Голль  оголосив  про  створення  руху «Вільна Франція»,  членами котрого  мали  стати  французькі  солдати  і  офіцери, що  перебували  на  той  момент  на неокупованій  території.

## Перші успіхи
У серпні  1940 проти  режиму Віші повстали  декілька  володінь  Франції  у  Африці, а саме  Камерун, Убангі-Шарі, Середнє Конго та Чад.  Адміністрація  вішістів  була  скинута, а  посади  губернаторів  посіли  представники  голлістів.  Після  цього  була  проведена  Сенегальська операція,  яка  закінчилась  невдачею.  Але  Габонська операція була  успішною.  Восени 1940 р. на  бік  де Голля  перейшли  також  Нова Каледонія та Французька Полінезія.  Шарль де Голль  розмістив  свою  штаб-квартиру  у м.Браззавіль.  У червні - липні 1941 р.  частини  «Вільної Франції»  взяли участь  в  звільненні Сирії і Лівану  від вішістів.  У  вересні  1941 р. де  Голль  видав  ордонанс, що  створював  в  рамках  «Вільної Франції»  Французький національний  комітет, який  тимчасово  здійснював  функції  державної  влади.  У  грудні 1941  війська  «Вільної Франції»
захопили  у  вішістів  колонію  Сен-П'єр і Мікелон.  Також  протягом  1940-1943  рр.  французькі війська,  підпорядковані  де Голлю  брали  участь на боці  Великої Британії  і  її  союзників  в  боротьбі  з  німецько-італійськими  військами  в  Лівії і  Єгипті.  У  1942 р. на  бік  де Голля  перейшли  також  Волліс і Футуна  і  Мадагаскар (в результаті висадки союзників.

## Від висадки у Північній Африці до висадки в Нормандії
В  листопаді  1942 р.  англо-американські  війська  висадились  в  Марокко, Алжирі та  Тунісі. Після  незначного опору  вішістська  влада  здалася  союзникам.  Після  цього  всі  володіння  Франції, за винятком  самої  Франції, окупованої Німеччиною, перейшли на  бік  «Вільної Франції».  Останніми це  зробили  Гваделупа і  Мартиніка в  липні  1943 р.
В червні  1943 в  Алжирі  при  допомозі  США  і  Британії  був  створений  Французький комітет національного визволення.

## Перемога
1944 року французькі сили спротиву брали участь у «операції Нептун». У вересні 1944 майже вся Франція була звільнена від окупантів.  Шарль де Голль став керівником тимчасового уряду.

## Нотатки
1. ↑  Лондон був місцем перебування уряду в еміграції в 1940–1942 роках, але Браззавіль вважався символічною столицею Вільної Франції через оголошення там Маніфесту Браззавіля. Уряд Вільної Франції базувався в Алжирі у французькому Алжирі в 1942–1944 рр., який тоді був частиною Французької метрополії, з 1942 року до звільнення Франції в 1944 році, коли він ненадовго переїхав назад до Лондона на кілька тижнів від початку висадки в Нормандії і Провансі до закінчення вигнання переїздом до Парижа 25 серпня 1944 року.